# Летаргия (фильм)
«Летаргия» — советская социальная драма режиссёра Валерия Лонского, вышедшая в 1983 году на киностудии «Мосфильм».

Главной сюжетной линией фильма является пробуждение главного героя от летаргического эгоистически-мещанского сна.

## Сюжет
Молодой учёный Бекасов работает в Москве в НИИ и становится жертвой институтской интриги. Его научную работу присваивает его тесть, который является одним из руководителей НИИ. Все знают, что это работа Бекасова, но только разводят руками. Ко всему от Бекасова уходит жена — дочь того самого руководителя-профессора, убеждённая в непогрешимости своего отца. Ради неё Бекасов оставляет свою первую жену с дочерью, которые остаются жить в маленьком городке.
Главный герой начинает жить лишь для себя: в фильме много эпизодов, которые это подчёркивают. Но жизнь вносит свои коррективы. Первый звонок к пробуждению — уход любимой женщины после разговора с Бекасовым об их ребенке, ночной звонок в дверь и призыв о помощи девушки, которая погибает, смерть матери, разговор с дочерью, которой уже 18 лет; апогей фильма — это, конечно, полное пробуждение и возвращение к общечеловеческим ценностям. Бекасову звонит Ольга, и он поздно вечером едет к ней, потому что понимает, что он может потерять любовь. В электричке он не сразу, но всё-таки вступается за девушку, к которой пристали пьяные хулиганы. Бекасов чудом остается жив. Этот поступок и есть полное пробуждение от летаргии.

## В ролях

### В главных ролях
- Андрей Мягков — Вадим Сергеевич Бекасов, заведующий отделом НИИ

### В ролях
- Наталия Сайко — Ольга
- Валентина Панина — Лида, бывшая жена Бекасова, мать Маши
- Римма Коростелёва — Маша, дочь Бекасова
- Василий Бочкарёв — Михаил Платонович, второй муж Лиды, отчим Маши
- Сергей Дитятев — Андрей Андреевич Фокин
- Игорь Владимиров — Михаил Николаевич Оболенский, композитор
- Виктор Филиппов — Дадашев, поэт-песенник
- Анна Варпаховская — Женя
- Сергей Никоненко — Головин
- Владимир Земляникин — Смирнов
- Ирина Ликсо — мать Бекасова
- Мартин Залитис — Бекасов в детстве

### В эпизодах
- Ольга Битюкова — девушка на вечере у Дадашева
- Вера Бурлакова — пассажирка электрички
- Павел Белозёров
- Инна Выходцева — врач, мать Вити
- Роман Хомятов — отец Вити
- Юрий Гусев — Половинкин
- Александр Потапов — Макар Иванович, сосед Ольги
- Светлана Коновалова — соседка
- Людмила Корниенкова
- Сергей Рубеко — муж Жени
- Галина Самойлова — пассажирка электрички
- Тамара Совчи — Леночка
- Елена Тонунц — Катрин
- Геннадий Фролов — Иван Петрович
- Любовь Черняева

## Съёмочная группа
- Авторы сценария:
  - Владимир Железников
  - Валерий Лонской
- Режиссёр-постановщик: Валерий Лонской
- Оператор-постановщик: Анатолий Иванов
- Художник-постановщик: Элеонора Немечек
- Композитор: Исаак Шварц
- Государственный симфонический оркестр кинематографии
  - Дирижёр: Марк Эмлер
  - Звукооператор: А. Шаргородский
- Музыкальный редактор: М. Бланк
- Директор картины: Людмила Габелая

## Восприятие
Автор журнала «Советский экран» Елена Райская весьма скептически оценила фильм: 
Есть в фильме профессионально отснятые кадры, есть актёры высокого класса, есть правдоподобные интерьеры и красивая «натура», есть любимая женщина в венке из ромашек, наконец, есть сюжетная линия с любовью, убийством, дракой и духовным возрождением героя — всё это, может быть, по отдельности и хорошо, но это ещё не кино. Не хватает, не хватает, как воздуха для дыхания, превращения мысли — в образ, слова — в чувство, идеи — в движение характеров.Елена Райская